# Georgi Damjanow
Georgi Pyrwanow Damjanow (bułg. Георги Първанов Дамянов, ur. 5 października 1892 we wsi Łopuszna (później przemianowanej na Georgi Damjanowo), zm. 27 listopada 1958 w Sofii) – bułgarski i sowiecki polityk i wojskowy, generał porucznik, minister obrony Bułgarii w latach 1946–1950, przewodniczący Prezydium Zgromadzenia Narodowego Ludowej Republiki Bułgarii w latach 1950–1958.

## Życiorys
W 1911 roku ukończył gimnazjum we Wracy, w którym zorganizował kółko socjalistyczne. Później pracował jako nauczyciel i telegrafista. Od 1912 roku członek Bułgarskiej Robotniczej Partii Socjaldemokratyczna. W 1915 roku ukończył szkołę oficerów rezerwy, a następnie brał udział w I wojnie światowej jako dowódca plutonu. Był ranny i leczył się w szpitalu. W latach 1919–1923 członek regionalnego komitetu Bułgarskiej Partii Komunistycznej. Po przewrocie czerwcowym 1923 brał udział w przygotowywaniu powstania wrześniowego we Wracy. Podczas powstania był dowódcą batalionu Łopuszna, a po upadku powstania wyemigrował do Jugosławii i został zaocznie skazany na śmierć. 
W 1924 roku nielegalnie wrócił do Bułgarii, by pomóc w odbudowie struktur partii komunistycznej w północno-zachodniej Bułgarii, za co został po raz drugi skazany na śmierć. Na początku następnego roku ponownie wyjechał do Jugosławii, skąd jesienią udał się do ZSRR, gdzie przebywał pod nazwiskiem Gieorgij Biełow. W latach 1925–1929 studiował na Akademii Wojskowej im. M.W. Frunzego w Moskwie. W latach 1930–1931 tamże ukończył kurs wojskowo-chemiczny, po czym został dowódcą batalionu i wykładowcą chemii i taktyki wojskowej w akademii (1932–1934). Następnie został funkcjonariuszem Kominternu i w 1935 roku na krótko przyjechał do Bułgarii. W latach 1936–1937 brał udział wojnie domowej w Hiszpanii jako inspektor Brygad Międzynarodowych.
Od 1937 roku zarządzał biurem zagranicznym WKP(b), współpracując przy tym z NKWD i sowieckim wywiadem wojskowym. Aktywnie uczestniczył w represjonowaniu bułgarskich emigrantów w ZSRR, donosząc na nich do NKWD i przygotowując raporty o tych, których uznał za podejrzanych. 
Od końca 1942 roku brał udział w organizowaniu zbrojnego oporu przeciw reżimowi w Bułgarii. Po dokonanym przez komunistów we wrześniu 1944 zamachu stanu wrócił do Bułgarii i został kierownikiem Wydziału Wojskowego KC BPK. Od 1945 roku członek Biura Politycznego, od 1946 sekretarz Komitetu Centralnego BPK. Od 22 listopada 1946 do 27 maja 1950 roku był ministrem obrony Bułgarii, następnie do śmierci przewodniczącym Prezydium Zgromadzenia Narodowego.

## Odznaczenia
- Bohater Pracy Socjalistycznej (1957)
- Order Georgi Dimitrowa (dwukrotnie – 1952 i 1957)
- Order 9 września 1944 I klasy
- Order Lenina (ZSRR, 1957)[1]